# Verkiezingen voor het Europees Parlement 2004 in Nederland
Op 10 juni 2004 vonden in Nederland verkiezingen plaats voor de zittingsperiode 2004/2009 van het Europees Parlement. Voor Nederland waren bij deze verkiezingen 27 zetels beschikbaar, vier minder dan bij de verkiezingen in 1999. 

## Deelnemende partijen
De geldigheid van de ingediende kandidatenlijsten werd op 3 mei 2004 door de Kiesraad vastgesteld.
| Lijst | Partij                              | Lijsttrekker                     | Europese partij | Europese fractie |
| ----- | ----------------------------------- | -------------------------------- | --------------- | ---------------- |
| 1     | CDA - Europese Volkspartij          | Camiel Eurlings                  | EVP             | EVP-ED           |
| 2     | P.v.d.A./Europese Sociaaldemocraten | Max van den Berg                 | PES             | PES              |
| 3     | VVD – Europese Liberaal-Democraten  | Jules Maaten                     | ALDE            | ALDE             |
| 4     | GROENLINKS                          | Kathalijne Buitenweg             | EGP             | Groenen/EVA      |
| 5     | ChristenUnie-SGP                    | Hans Blokland                    | ECPM            | IND/DEM          |
| 6     | Democraten 66 (D66)                 | Sophie in 't Veld                | ALDE            | ALDE             |
| 7     | Socialistische Partij               | Erik Meijer                      |                 | GUE/NGL          |
| 8     | Democratisch Europa                 | Sammy van Tuyll van Serooskerken |                 |                  |
| 9     | LEEFBAAR EUROPA                     | Jan Leechburch Auwers            |                 |                  |
| 10    | Partij voor het Noorden             | Teun Jan Zanen                   |                 |                  |
| 11    | Nieuw Rechts                        | Michiel Smit                     |                 |                  |
| 12    | Europa Transparant                  | Paul van Buitenen                |                 | Groenen/EVA      |
| 13    | Lijst Pim Fortuyn (LPF)             | Jens van der Vorm-de Rijke       |                 |                  |
| 14    | Partij voor de Dieren               | Marianne Thieme                  |                 |                  |
| 15    | Respect.Nu                          | A. Wurtz                         |                 |                  |

## Uitslag

### Opkomst
|                  | 1999       | 1999      | 2004       | 2004  |
| # stemmen        | %          | # stemmen | %          |       |
| ---------------- | ---------- | --------- | ---------- | ----- |
| Kiesgerechtigden | 11.862.864 |           | 12.168.878 |       |
| Niet opgekomen   | 8.302.100  | 69,98     | 7.391.757  | 60,74 |
| Opkomst          | 3.560.764  | 30,02     | 4.777.121  | 39,26 |
| Ongeldig/blanco  | 16.356     | 0,46      | 11.444     | 0,24  |
| Geldige stemmen  | 3.544.408  | 99,54     | 4.765.677  | 99,76 |
| Kiesdeler        | 114.335    | -         | 176.506    | -     |

De opkomst was met 39,26% hoger dan bij de verkiezingen in 1999, maar in vergelijking met andere Nederlandse verkiezingen nog steeds laag. Dit werd waarschijnlijk veroorzaakt door de in de media grotere aanwezigheid van kritische partijen zoals Europa Transparant.

### Verkiezingsuitslag en zetelverdeling naar partijen
De definitieve verkiezingsuitslag werd op 15 juni 2004 door de Kiesraad bekendgemaakt.
| Partij                              | 1999      | 1999  | 1999   | 2004      | 2004  | 2004   | verschil | verschil |
| Partij                              | # stemmen | %     | zetels | # stemmen | %     | zetels | %        | zetels   |
| ----------------------------------- | --------- | ----- | ------ | --------- | ----- | ------ | -------- | -------- |
| CDA - Europese Volkspartij          | 954.898   | 26,94 | 9      | 1.164.431 | 24,43 | 7      | -2,51    | -2       |
| P.v.d.A./Europese Sociaaldemocraten | 712.929   | 20,11 | 6      | 1.124.549 | 23,60 | 7      | +3,49    | +1       |
| VVD – Europese Liberaal-Democraten  | 698.050   | 19,69 | 6      | 629.198   | 13,20 | 4      | -6,49    | -2       |
| GROENLINKS                          | 419.869   | 11,85 | 4      | 352.201   | 7,39  | 2      | -4,46    | -2       |
| Europa Transparant                  | -         | -     | -      | 349.156   | 7,33  | 2      | +7,33    | +2       |
| Socialistische Partij               | 178.642   | 5,04  | 1      | 332.326   | 6,97  | 2      | +1,93    | +1       |
| ChristenUnie-SGP                    | 309.612   | 8,74  | 3      | 279.880   | 5,87  | 2      | -2,87    | -1       |
| Democraten 66 (D66)                 | 205.623   | 5,80  | 2      | 202.502   | 4,25  | 1      | -1,55    | -1       |
| Partij voor de Dieren               | -         | -     | -      | 153.432   | 3,22  | 0      | +3,22    | 0        |
| Lijst Pim Fortuyn (LPF)             | -         | -     | -      | 121.509   | 2,55  | 0      | +2,55    | 0        |
| Partij voor het Noorden             | -         | -     | -      | 18.234    | 0,38  | 0      | +0,38    | 0        |
| Nieuw Rechts                        | -         | -     | -      | 15.732    | 0,33  | 0      | +0,33    | 0        |
| LEEFBAAR EUROPA                     | -         | -     | -      | 9.144     | 0,19  | 0      | +0,19    | 0        |
| Democratisch Europa                 | -         | -     | -      | 8.780     | 0,18  | 0      | +0,18    | 0        |
| Respect.Nu                          | -         | -     | -      | 4.603     | 0,10  | 0      | +0,10    | 0        |
| overige partijen in 1999            | 64.785    | 1,83  | 0      | -         | -     | -      | -1,83    | 0        |
| totaal                              | 3.544.408 | 100   | 31     | 4.765.677 | 100   | 27     | 0        | -4       |

Europa Transparant was in 2004 de grote winnaar, want de partij kwam in één keer met 2 zetels in het parlement. De VVD, het CDA en GroenLinks verloren elk 2 zetels. De PvdA en de SP wonnen beide een zetel. ChristenUnie/SGP en D66 verloren elk één zetel. De overige nieuwe partijen behaalden geen zetel.